# Ayutthaya
Ayutthaya (in thailandese อยุธยา, nome completo: Phra Nakhon Si Ayutthaya, in thailandese พระนครศรีอยุธยา; traslitterato anche Ayudhya) è una città maggiore (thesaban nakhon) della Thailandia. Il territorio comunale occupa una parte del distretto di Phra Nakhon Si Ayutthaya, che è capoluogo della Provincia di Ayutthaya, nel gruppo regionale della Thailandia Centrale. In città hanno sede il governo provinciale e distrettuale.
Fu tra il 1351 e il 1767 la capitale del Regno di Ayutthaya, chiamato anche Siam, dal quale si sarebbe formato l'odierno Regno di Thailandia. Nel territorio comunale sono conservate le rovine della città antica che formano il Parco storico di Ayutthaya, patrimonio dell'umanità riconosciuto dall'UNESCO nel 1991.

## Etimologia
Il nome di Ayutthaya deriva dalla città indiana di Ayodhya, luogo di nascita di Rāma nel poema epico Rāmāyaṇa, la cui versione thailandese è il Ramakien. Con la fondazione della città e del regno, fu scelto il buddhismo theravada come religione di Stato e Rama è una divinità che riveste grande importanza perché, come Buddha, viene considerato una delle reincarnazioni del dio Visnù.

## Geografia
Ayutthaya si trova su una zona pianeggiante nella valle del fiume Chao Phraya, circa 70 km a nord della capitale Bangkok. Il centro storico è un'isola alla confluenza dei fiumi Chao Phraya, che scorre a ovest e a sud, Pa Sak, che scorre a est e Lopburi, che confluisce nel Pa Sak nell'angolo nord est dell'isola. Questi fiumi formano il fossato difensivo con il canale artificiale scavato sul lato settentrionale. L'isola è il risultato di una sedimentazione secolare. Nel XIV secolo si trovava nei pressi del golfo del Siam.

## Storia
A causa di una grave epidemia che aveva colpito Lavo, l'odierna Lopburi, nel 1351 il principe siamese Ramathibodi fece costruire la città nei pressi di un antico insediamento Khmer come capitale del nuovo regno di Ayutthaya, unificando gli importanti regni di Lavo e di Suphannaphum. Fu costruita nel punto di affluenza tra i fiumi Chao Phraya, Lopburi e Pa Sak, creando un'isola con lo scavo di un canale a nord che completò il fossato difensivo. Fu il secondo Stato formato dal popolo thai dopo il regno di Sukhothai, fondato il secolo precedente. Fu sin dall'inizio una città cosmopolita con abitanti di origini thai, khmer, mon, cinesi, malesi e indiane, caratteristica che avrebbe mantenuto nel corso della sua storia. Nel giro di alcuni decenni Ayutthaya fu in grado di sottomettere Sukhothai e di ridimensionare l'Impero Khmer, a quei tempi il più importante Stato del Sud-est asiatico.

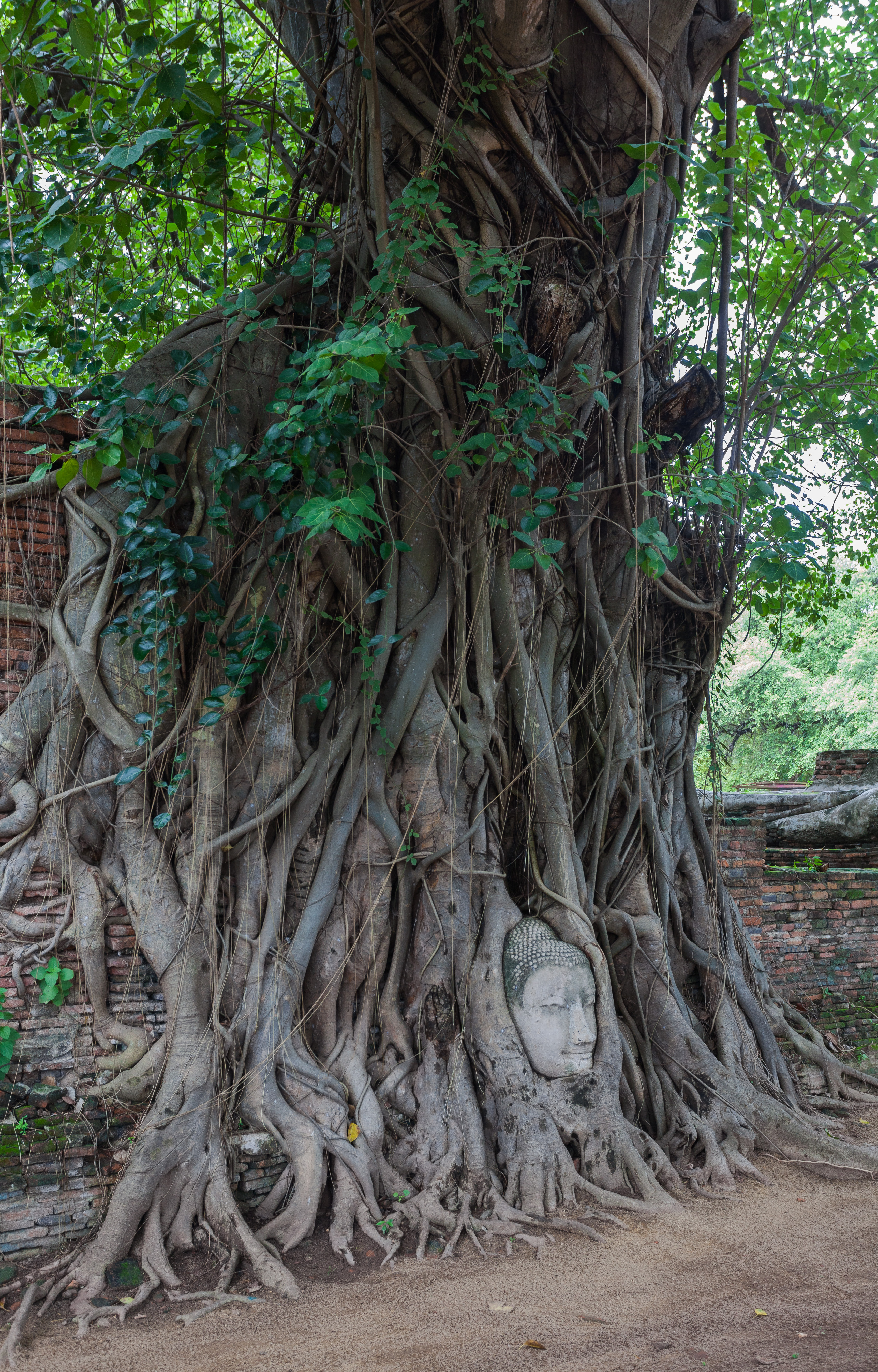
Testa di Buddha nel Wat Mahathat

Situata nei pressi della parte centrale del golfo del Siam, in una posizione ideale per i traffici commerciali con la Cina e i Paesi arabi, divenne il centro più importante della regione dopo la caduta di Angkor, la capitale khmer. Inizialmente era difesa con palizzate e barriere in terrapieno, sostituite nel 1550 con mura in mattoni. Nel XVI secolo arrivarono in città i portoghesi, primi europei a mettere piede in Siam, contribuendo allo splendore architettonico e alla riorganizzazione dell'esercito con le nuove armi da fuoco che portarono.
Con l'arrivo dei primi europei nel XVI secolo, gli scambi commerciali si ampliarono e Ayutthaya si arricchì ulteriormente, ma ebbero inizio le guerre contro la Birmania retta dalla dinastia di Toungoo, che fu in grado di conquistare la città nel 1569 e deportarne la maggior parte della popolazione. Riconquistata l'indipendenza, il XVII secolo fu un periodo di grande prosperità per Ayutthaya, favorita dai pochi conflitti militari; i Siamesi allacciarono nuovi rapporti commerciali con le fiorenti economie di Persia e India, con gli Olandesi che avevano preso il controllo dello stretto di Malacca e con i Giapponesi. Ayutthaya vide in quegli anni l'insediamento in città di nuove comunità di forestieri dediti agli affari, alle arti, alla politica e ad altri settori della vita sociale.
Durante il regno di Narai (dal 1656 al 1688), il Siam conobbe il periodo di maggiore splendore della sua storia. Conosciuto come uno dei grandi re del Paese, sviluppò ulteriormente gli scambi commerciali e diplomatici con l'Occidente, in particolar modo con Britannici, Persiani e Francesi, che contribuirono ad arricchire il regno e a fare di Ayutthaya il crocevia del commercio nella regione. Promosse le arti ed accolse a corte un gran numero di importanti scrittori e poeti in un periodo dorato per la letteratura siamese. Durante il suo regno vi furono le prime ambasciate siamesi in Europa e ricorse all'aiuto militare dei francesi, i cui inviati descrissero con stupore le magnificenze di corte.
Nel suo periodo migliore Ayutthaya fu una metropoli con tre palazzi reali, 375 templi e 94 porte di ingresso alla città, protetta da 29 fortezze difensive. L'oro era il metallo più usato; per le rilegature dei libri, per i dipinti e per gli edifici (molti stupa erano ricoperti d'oro). Ognuna delle varie comunità straniere che si insediarono ad Ayutthaya costruì secondo il proprio stile architettonico luoghi di culto e palazzi, le cui rovine sono ancora presenti nel parco storico, come la cattedrale di San Giuseppe del XVIII secolo.

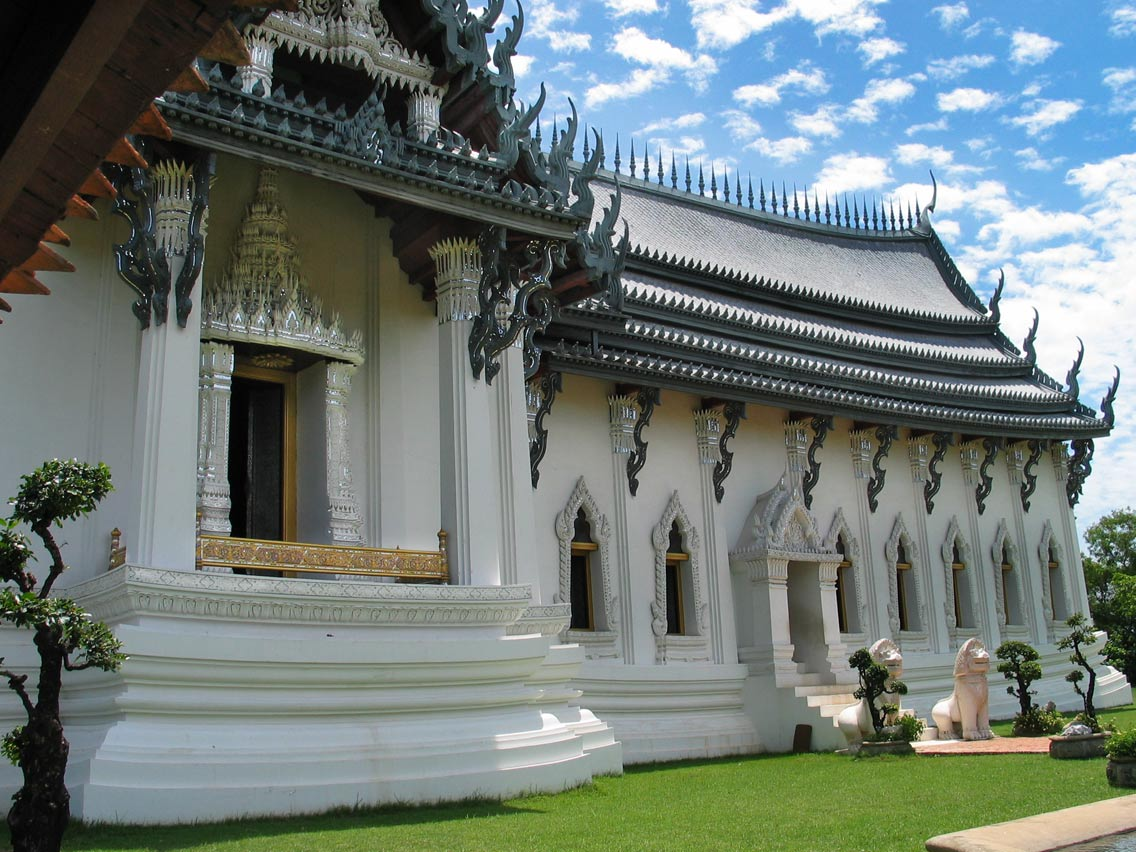
Modello in scala 3:4 del Sanphet Prasat (palazzo reale) di Ayutthaya, costruito nel museo all'aperto Muang Boraan (città antica) di Samut Prakan

Alla morte di Narai, nel 1688 il cortigiano Phetracha usurpò il trono e fece allontanare dal Siam tutti gli stranieri ad eccezione dei missionari; tale chiusura sarebbe rimasta effettiva fino alla prima metà dell'Ottocento. La perdita dei commerci con l'Occidente fu compensata dall'aumento degli scambi con gli Stati del sud e con la Cina, e in questo periodo crebbe l'immigrazione cinese. L'ultimo periodo di splendore di Ayutthaya corrispose al regno di Borommakot (1732-1758), che fece costruire grandi templi ed acquisì fama internazionale come patrono del buddhismo. Fiorirono le arti e l'economia ma i fasti in cui la corte e l'aristocrazia si adagiarono portarono all'assopimento dello spirito guerriero siamese.
I Birmani ne approfittarono, guidati dalla nuova aggressiva dinastia Konbaung, il cui capo-stipite Alaungpaya invase il Siam e pose sotto assedio la capitale nel 1760. L'attacco fu respinto ma un nuovo attacco fu fatale ad Ayutthaya, che capitolò dopo un lungo assedio il 7 aprile del 1767. I Birmani entrarono in città e si lasciarono andare ad ogni sorta di barbarie. Gli annali di Ayutthaya, i manoscritti contenenti le antiche leggi ed i testi sacri furono portati via o dati alle fiamme. Furono incendiati e distrutti gli edifici e deportata buona parte della popolazione, tra cui circa 2 000 membri della famiglia reale. Ayutthaya fu abbandonata e invasa dalla giungla. Fu ricostruita diversi anni più tardi nei pressi della vecchia capitale. La nuova capitale Bangkok, fondata nel 1782, fu inizialmente edificata secondo i criteri urbanistici e architettonici dell'antica capitale con l'impiego di architetti e manovali specializzati scampati alla deportazione. Il nome di Ayutthaya compare nel nome cerimoniale che fu dato a Bangkok.

## Attrazioni

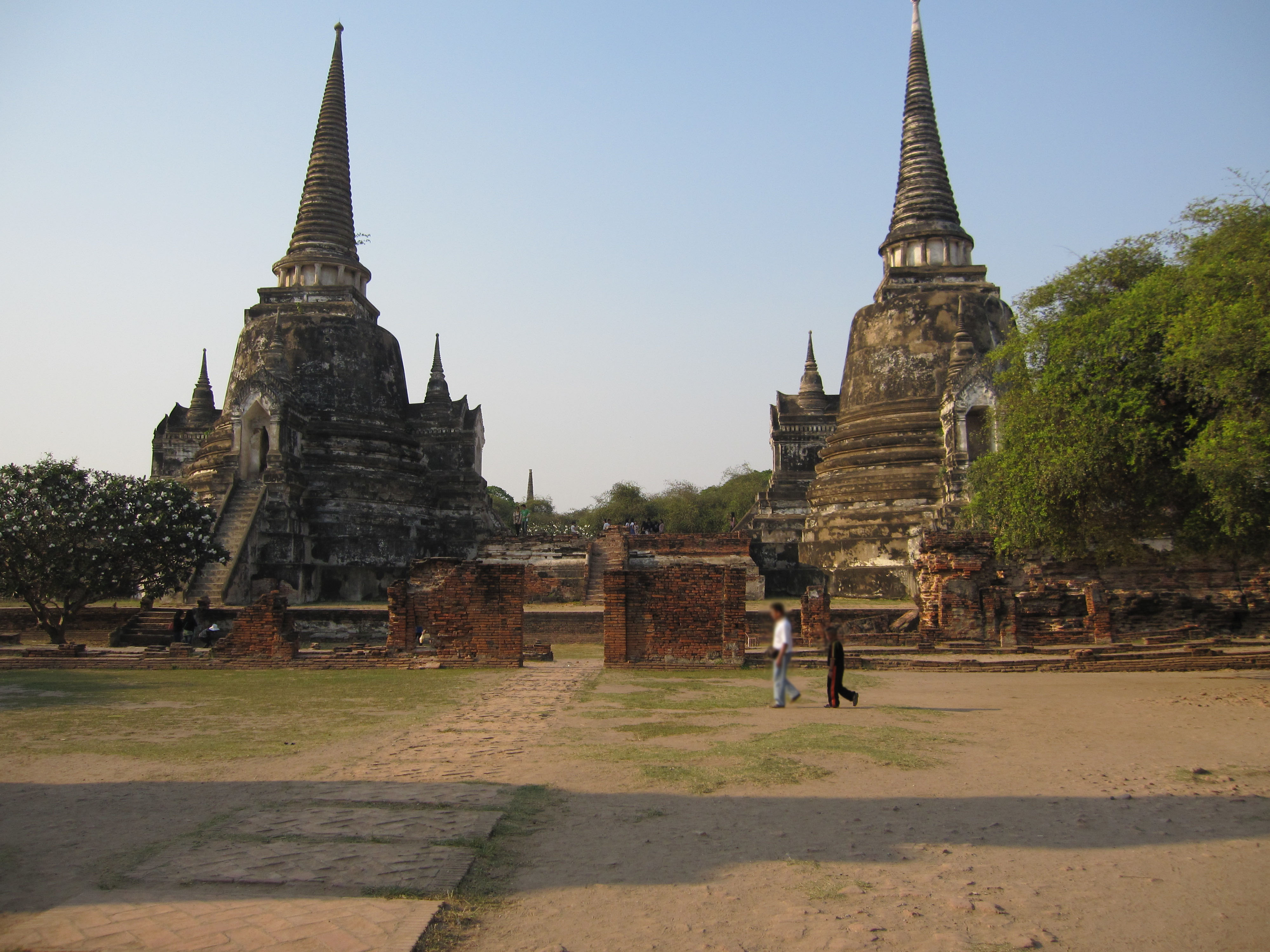
Il tempio di Wat Phra Sri Sanphet

- Museo nazionale di Chao Sam Phraya: Museo nel centro storico della città con oggetti di valore trovati durante studi archeologici.
- Centro di studi storici di Ayutthaya: L'attuale edificio venne progettato da architetti thai e giapponesi, e viene utilizzato come centro studi archeologici per Ayutthaya. Contiene anche un museo ed una biblioteca di discreto livello.
- Palazzo Chandra Kasem: A partire dal XVI secolo venne usato come residenza da re Naresuan.
- Wang Luang: Ex palazzo del periodo di re Trailokanat (1448-1488), oggi è aperto al pubblico insieme al padigione Trimuk.

- Wat Chaiwatthanaram: tempio del lungo regno e dell'era gloriosa, uno dei più bei templi di Ayutthaya e di tutta la Thailandia. La costruzione del tempio iniziò all'incirca nell'anno 1630 e fu fortemente voluta dal re Prasat Thong che lo fece edificare in quella precisa zona in memoria di sua madre.
- Wat Mahathat: fu il centro rituale della città. Le rovine ammirabili oggi derivano dall'opera di restauro effettuata da re Prasat Thong. Il prang di 46 metri è uno degli edifici più imponenti dell'antica capitale.
- Wat Na Phra Men: si trova sulla riva opposta del fiume rispetto al palazzo reale. Contiene una statua del Buddha la cui testa risale al tempo di re Prasat Thong (metà del XVII secolo).
- Wat Phanan Choeng: tempio con una delle più grandi e antiche statue del Buddha allora esistenti nel regno.
- Wat Phra Ram: contiene un'elegante stupa del XIV/XV secolo.
- Wat Phra Sri Sanphet: è il tempio più bello della città. Si trova subito a sud dell'antico palazzo. È composto da tre grandi stupa, risalenti alla famiglia di re Ramathibodi II e del padre, vissuti nel XV secolo. I vihan e i mondop annessi vennero distrutti dai birmani. Una delle due statue del Buddha alta 10 metri, il Phra Buddha Lokanart, restaurata durante il regno di re Rama I, è stata trasportata a Bangkok ed ora si trova all'interno di uno dei Phra Maha Chedi del Wat Pho.
- Wat Phu Khao Thong: contiene uno stupa. Fu l'alloggio del re birmano Bayinnaung dopo la prima conquista di Ayutthaya avvenuta nel 1569.
- Wat Ratchaburana: tempio costruito durante il regno di Chao Sam Phraya (Borommaracha II) con un prang armonioso; la sua cripta è visitabile e mostra lavori in stucco. L'oro rinvenuto in questo luogo può essere ammirato presso il museo nazionale Chao Sam Phraya.
- Wat Suwan Dararam: tempio reale risalente agli ultimi anni di Ayutthaya.
- Wat Yai Chai Mongkon: tempio molto antico con uno stupa risalente al tempo di re Naresuan (1590-1605).